# Bataille de Tripoli (1673)
Pour les articles homonymes, voir Bataille et siège de Tripoli.
 (janvier 2024).
La bataille de Tripoli a lieu en 1673, dans la régence de Tripoli. Elle oppose les forces de Mourad II Bey aux rebelles de Tripoli. Ceux-ci se révoltent en raison d'un mauvais partage du butin,.

## Déroulement

### Contexte
En septembre 1672, les pirates barbaresques de Tripoli capturent deux navires vénitiens et une barque française. Ces prises sont estimées à 150 000 écus. Le 19 novembre 1672, Osman Bacha envoie le butin au Reis pour qu'il puisse répartir la somme entre tous les soldats, mais celui-ci déclare que seuls 20 000 écus sont présents. Le sentiment de révolte résonne chez les habitants de Tripoli. Un Turc dénommé Belouan en profite pour communiquer son projet à d'autres Turcs, une révolte qui est approuvée. 350 janissaires sont entraînés et se dirigent vers la citadelle du bey, les rebelles l'assiègent. Il faut attendre plusieurs jours pour qu'ils parviennent à assassiner Osman Bacha, celui-ci étant tué le 20 novembre 1672.

### Intervention militaire de Mourad II
En 1673, Mourad II Bey décide de faire une promenade militaire dans le Jérid. Il apprend que la garnison et les habitants de Tripoli se sont révoltés contre Osman Bacha, qui est mort dans l'assaut de sa citadelle le 20 novembre 1672. Aussitôt, Mourad II marche vers Tripoli pour y rétablir l'ordre.

### Conséquences
La révolte est réprimée : 400 à 500 rebelles sont tués et Osman Bacha meurt pendant la rébellion.